# جهاد جريشة
جهاد جريشة هو حكم كرة قدم مصري، من مواليد 29 فبراير 1976، شارك في بطولة كأس العرب 2012 والتي استضيفت السعودية، وشارك أيضًا في بطولة كأس الأمم الأفريقية لكرة القدم 2013، واختير حكمًا لنهائيات كأس العالم 2014 بالبرازيل، وفي عام 2016 اختير في المركز الثالث عشر، ضمن قائمة أفضل 22 حكمًا على مستوى العالم.
اعتزل التحيكم في يوم 22 اغسطس 2021

## روابط خارجية
- جهاد جريشة على موقع Soccerway.com (الإنجليزية)
- جهاد جريشة على موقع أوليمبيديا (الإنجليزية)